# Variantes de SARS-CoV-2
El coronavirus de tipo 2 causante del síndrome respiratorio agudo severo (SARS-CoV-2), el virus que causa la enfermedad por coronavirus 2019 (COVID-19), posee múltiples variantes notables que corresponden a alteraciones puntuales a nivel de sus diferentes proteínas virales con aparente importancia particular. Las mutaciones o cambios en el ARN viral son detectables a través de la secuenciación genómica completa. Se cree que la secuencia WIV04/2019 fue la primera en infectar a los humanos, y es conocida como "secuencia cero".
Miles de genomas de SARS-CoV-2 muestreados a nivel mundial están disponibles de forma pública.

## Nomenclaturas
| Linajes PANGO (Rambaut et al.) | Notas a los linajes PANGO             | Clados de Nextstrain, 2021 | Clados de GISAID | Variantes o mutaciones notables                                                  |
| ------------------------------ | ------------------------------------- | -------------------------- | ---------------- | -------------------------------------------------------------------------------- |
| A.1–A.6                        |                                       | 19B                        | S                | Contiene "secuencia de referencia" WIV04/2019                                    |
| B.3–B.7, B.9, B.10, B.13–B.16  |                                       | 19A                        | L                |                                                                                  |
| B.3–B.7, B.9, B.10, B.13–B.16  | O                                     | 19A                        |                  |                                                                                  |
| B.2                            |                                       | 19A                        | V                |                                                                                  |
| B.1                            | B.1.5–B.1.72                          | 20A                        | G                | Linaje B.1 en el sistema de nomenclatura de linajes PANGO; incluye Delta/B.1.617 |
| B.1                            | B.1.9, B.1.13, B.1.22, B.1.26, B.1.37 | 20A                        | GH               |                                                                                  |
| B.1                            | B.1.3–B.1.66                          | 20C                        | GH               | Incluye Epsilon/B.1.427/B.1.429/CAL.20C y Eta/B.1.525                            |
| B.1                            | B.1.3–B.1.66                          | 20G                        | GH               | Predominante en Estados Unidos generalmente, febrero de 2021                     |
| B.1                            | B.1.3–B.1.66                          | 20H                        | GH               | Incluye Beta/B.1.351 alias linaje 20H/501Y.V2 o 501.V2                           |
| B.1                            | B.1.1                                 | 20B                        | GR               | Incluye B.1.1.207 y Lambda (linaje C.37)                                         |
| B.1                            | B.1.1                                 | 20D                        | GR               |                                                                                  |
| B.1                            | B.1.1                                 | 20J                        | GR               | Incluye Gamma/P.1 y Zeta/P.2                                                     |
| B.1                            | B.1.1                                 | 20F                        | GR               |                                                                                  |
| B.1                            | B.1.1                                 | 20I                        | GR               | Incluye Alpha/B.1.1.7 alias VOC-202012/01, VOC-20DEC-01, o 20I/501Y.V1 (antes)   |
| B.1                            | B.1.177                               | 20E (EU1)                  | GV               | Derivado de 20A                                                                  |

Si bien hay muchos miles de variantes de SARS-CoV-2, los subtipos del virus pueden ser puestos en agrupaciones mucho más grandes como linajes o clados. Se han propuesto varias nomenclaturas para los diferentes clados del SARS-CoV-2, pero no se ha aceptado universalmente ninguna nomenclatura para los linajes evolucionarios de SARS-CoV-2, pero a enero de 2021, la OMS está trabajando en un "estándar de nomenclatura para las variantes de [SARS-CoV-2] que no haga referencia la localización geográfica".
- Hasta diciembre de 2020, GISAID—refiriéndose al SARS-CoV-2 como hCoV-19[4]— identificó siete clados (O, S, L, V, G, GH y GR).[17][18]
- También hasta diciembre de 2020, Nextstrain identificó cinco (19A, 19B, 20A, 20B, and 20C).[19]
- En un artículo de la edición de noviembre de 2020 de la International Journal of Infectious Diseases, Guan et al. identificaron cinco clados globales (G614, S84, V251, I378 and D392).[20]
- Rambaut et al. propusieron que se empleen los linajes para los subtipos de SARS-CoV-2 en un artículo de 2020 en Nature Microbiology;[21] Hasta diciembre de 2020, se han identificado dos linajes raíz (A y B) de los que descienden otros con evidencia filogenética a los que se les asigna un valor numérico (ej. linajes A.1 o B.2), estableciéndose en conjunto cinco linajes principales (A, B, B.1, B.1.1 y B.1.177).[22] A principios de 2020, B.1 es el linajes gobal predominantemente conocido y ha sido subdividido en más de 70 sublinajes.

Un linaje activo es aquel que se ha documentado en el último mes y uno inactivo es el que no ha sido visto durante más de tres meses.

### Nueva nomenclatura de la OMS
A partir del 31 de mayo del 2021 se decide utilizar el alfabeto griego para denominar a las variantes de COVID19, uno de los argumentos es desestigmatizar el vínculo de la variante con el país en donde se descubrió.
La aparición de variantes que suponían un mayor riesgo para la salud pública mundial, a finales de 2020, hizo que se empezaran a utilizar las categorías específicas, con el fin de priorizar el seguimiento y la investigación a escala mundial y, en última instancia, orientar la respuesta a la pandemia de COVID-19.

### Nu y Xi
La Organización Mundial de la Salud decidió omitir el uso de la letra griega Nu para nombrar a alguna variante debido a que su pronunciación asemeja a la palabra en inglés new, (en español: nuevo), lo que podría causar que la variante sea confundida con un virus totalmente nuevo. Adicionalmente también omitió el uso de la letra griega Xi porque puede ser interpretada como el apellido del dirigente chino Xi Jinping.

## Variantes de gran consecuencia
(VHC, por sus siglas en inglés).

## Variantes de preocupación
Las variantes preocupantes (VOC, por sus siglas en inglés) son aquellas que cumplen con los criterios para ser definidas como variantes de interés, pero que, tras una evaluación comparativa, se ha demostrado que está asociada a uno o más de los siguientes cambios en un grado que resulte significativo para la salud pública mundial:
- Aumento de la transmisibilidad o cambio perjudicial en la epidemiología de la COVID-19
- Aumento de la virulencia o cambio en la presentación clínica de la enfermedad
- Disminución de la eficacia de las medidas sociales y de salud pública o de los medios de diagnóstico, las vacunas y los tratamientos disponibles.

### Alfa (linaje B.1.1.7)
La VUI-202012/01|Variante de Preocupación 202012/01 (VOC-202012/01), previamente conocida como la primera Variante en investigación en diciembre de 2020 (VUI – 202012/01) y también como linaje B.1.1.7 ó 20B/501Y.V1, y comúnmente como Variante británica, se detectó por primera vez en octubre de 2020 durante la pandemia de COVID-19 en el Reino Unido a partir de una muestra tomada el mes anterior. Desde ese entonces, sus odds de prevalencia se han duplicado cada 6.5 días, el presunto intervalo generacional —tiempo mínimo para generar descendencia—. Este se correlaciona con un aumento significativo en la tasa de infección por COVID-19 en el Reino Unido, asociado en parte con la mutación N501Y.

### Beta (linaje B.1.351)
La variante 501.V2, también conocida como linaje 501Y.V2, 20C/501Y.V2 ó B.1.351, fue detectada por primera vez en Sudáfrica y notificada por el Departamento de Salud de Sudáfrica el 18 de diciembre de 2020. Los investigadores y funcionarios informaron que la prevalencia de la variante era mayor entre los jóvenes sin condiciones de salud subyacentes y, en comparación con otras variantes, conlleva de manera más frecuente a enfermedad grave en esos casos. El Departamento de Salud de dicho país también puntualizó que la variante puede estar impulsando la segunda ola de la pandemia de COVID-19 en el país debido a que se propaga a un ritmo más rápido que otras variantes anteriores del virus.
Los científicos observaron que la variante posee varias mutaciones que le permiten unirse más fácilmente a las células humanas debido a las siguientes tres mutaciones en el dominio de unión al receptor (RBD) en la glicoproteína de la espícula viral (spike): N501Y, K417N y E484K. También se ha detectado la mutación N501Y en el Reino Unido.

### Gamma (linaje P.1)
El linaje B.1.1.248, o variante P1 o brasileña, fue detectado en Tokio el 6 de enero de 2021 por el Instituto Nacional de Enfermedades Infecciosas (NIID) y se encontró en cuatro personas que llegaron a Tokio tras viajar desde el estado de Amazonas el 2 de enero de 2021. La Fundación Oswaldo Cruz —una institución estatal brasileña—, ha confirmado la suposición de que la variante estaba circulando en la selva amazónica.
Esta variante de SARS-CoV-2 tiene 12 mutaciones en su proteína spike, incluidas N501Y y E484K.

### Delta (linaje B.1.617.1 y subvariantes)
El linaje B.1.617, también conocida como VUI (Variant Under Investigation)-21APR-01, fue inicialmente identificada en la India el 5 de octubre del 2020 (de acuerdo a Professor Sharon Peacock, PhD, CBE, FMedSci, Director of the COVID-19 Genomics UK Consortium), y es una variante con doble mutación.
En 2021 se descubrieron las subvariantes AY.1, AY.4 y AY.4.2.

### Ómicron (linaje B.1.1.529 y subvariantes)
La variante Ómicron, también conocida como linaje B.1.1.529, surgió muy probablemente en Botsuana y se detectó por primera vez en Sudáfrica en noviembre de 2021 y la OMS la designó como variante de preocupación el 26 de noviembre de 2021.
En Australia fue detectada en diciembre de 2021 la subvariante BA.2 , se cree que pudo haber surgido en China o la India, ya que se encontraron muestras que no fueron detectadas debido a las mutaciones que complicarían su detección.
Durante el año 2022 y 2023, se dio el surgimiento de múltiples subvariantes híbridas de ómicron, una de las de mayor importancia es XE.

## Variantes de interés
Son consideradas variantes de interés (VOI, por sus siglas en inglés) aquellas que presentan cambios en el genoma que, según se ha demostrado o se prevé, afectan a características del virus como su transmisibilidad, la gravedad de la enfermedad que causa y su capacidad para escapar a la acción del sistema inmunitario, ser detectado por medios diagnósticos o ser atacado por medicamentos; y según se ha comprobado, dan lugar a una transmisión significativa en medio extrahospitalario o causan varios conglomerados de COVID-19 en distintos países, con una prevalencia relativa creciente y ocasionando números cada vez mayores de casos con el tiempo, o bien que presentan, aparentemente, otras características que indiquen que pueden entrañar un nuevo riesgo para la salud pública mundial.

### Cluster 5
El Cluster 5, también denominado ΔFVI-spike por el Instituto Serológico Estatal Danés (SSI), fue descubierto en el norte de Jutlandia en Dinamarca y se cree que se transmitió de visones a humanos a través de granjas de visones. El 4 de noviembre de 2020, se anunció que la población de visones en Dinamarca sería sacrificada para prevenir la posible propagación de esta mutación y reducir el riesgo de que ocurran nuevas mutaciones. Se implementaron restricciones de viaje y cuarentena en siete municipios del norte de Jutlandia para prevenir la posible propagación de esta mutación, lo que pudo haber comprometido las respuestas nacionales o internacionales a la pandemia de COVID-19. Para el 5 de noviembre de 2020, se habían detectado unos 214 casos humanos relacionados con el visón.
La Organización Mundial de la Salud (OMS) ha indicado que el clúster 5 posee una "sensibilidad moderadamente disminuida a los anticuerpos neutralizantes". El SSI advirtió que la mutación podría reducir el efecto de las vacunas COVID-19 en desarrollo, aunque era muy poco probable que las vuelva ineficaces. En consecuencia a la cuarentena y la aplicación de pruebas masivas, el SSI anunció el 19 de noviembre de 2020 que era muy probable que el Cluster 5 se hubiera extinguido por completo, por lo que ya no es de interés.

### Épsilon (linaje B.1.427 / B.1.429)
Denominada como Épsilon.

### Zeta (linaje P.2 )
Denominada como Zeta.

### Eta (linaje B.1.525 )
Denominada como Eta.

### Theta (linaje P.3 )
Denominada como Theta.

### Iota (linaje B.1.526 )
Denominada como Iota.

### Kappa (linaje B.1.617.1 )
Denominada como Kappa.

### Lambda (linaje C.37)
La variante Lambda, también conocida como linaje C.37, se detectó por primera vez en Perú en agosto de 2020 y fue designada por la OMS como una variante de interés el 14 de junio de 2021. Se extendió a al menos 30 países alrededor el mundo y, a partir de julio de 2021, se desconoce si es más infecciosa y resistente a las vacunas que otras cepas.

### Mu (linaje B.1.621)
La variante Mu, también conocida como linaje B.1.621, se detectó por primera vez en Colombia en enero de 2021 y la OMS la designó como variante de interés el 30 de agosto de 2021. Ha habido brotes en América  y Europa.

## Variantes bajo seguimiento
Por sus siglas en inglés (VUM), son variantes a las que se les monitoreo de cerca, pero que por el poco peligro que representaban no se les asignó una letra griega.

### Linaje B.1.1.207
La secuenciación realizada por el Centro Africano de Excelencia para la Genómica de Enfermedades Infecciosas en Nigeria descubrió una variante con la mutación P681H, compartida en común con VOC-202012/01. Secuenciada por primera vez en agosto de 2020, las implicaciones para la transmisión y la virulencia no están claras, pero ha sido catalogada como una variante emergente por los Centros para el Control de Enfermedades de EE. UU. No comparte otras mutaciones con VOC-202012/01 y para finales de diciembre de 2020, esta variante representó alrededor del 1% de los genomas virales secuenciados en Nigeria.

## Sumario

### Linajes ómicron
| Descubrimiento | Descubrimiento               | Descubrimiento       | Categoría máxima alcanzada | Denominaciones             | Denominaciones           | Linaje    | Cambios                                                   | Cambios                                                          | Cambios                    | Cambios                           | Cambios                                             | Notas y referencias |
| -------------- | ---------------------------- | -------------------- | -------------------------- | -------------------------- | ------------------------ | --------- | --------------------------------------------------------- | ---------------------------------------------------------------- | -------------------------- | --------------------------------- | --------------------------------------------------- | ------------------- |
| Posible origen | Primera detección            | Muestra más temprana | Categoría máxima alcanzada | Denominaciones científicas | Denominaciones populares | Linaje    | Mutaciones notables                                       | Transmisibilidad                                                 | Severidad                  | Inmunogenicidad                   | Antigenicidad                                       | Notas y referencias |
| India          | Dinamarca                    | Diciembre de 2021    | VOC                        | BA.2 / B.1.1.529.2         | Sigilosa / Furtiva       | B.1.1.529 | T19I, L24del, P25del, P26del, A27S, V2113G, T376A, R3408S | Incremento de la transmisibilidad                                | Incremento de la severidad | Incremento del escape inmunitario | Superior propensión a mutaciones y menos detectable | [ 58 ]              |
| Sudáfrica      | Nueva Jersey, Estados Unidos | Diciembre de 2021    | VOC                        | BA.3 / B.1.1.529.3         |                          | B.1.1.529 | R3408S                                                    | Sin evidencia contundente de la reducción de la transmisibilidad | Sin evidencia              | Sin evidencia                     | Sin evidencia                                       | [ 58 ]              |
| Sudáfrica      | Sudáfrica                    | Enero de 2022        | VOC                        | BA.4 / B.1.1.529.4         | Variantes bestia         | B.1.1.529 | L452R, F486V                                              | Incremento de la transmisibilidad                                | Sin evidencia contundente  | Incremento del escape inmunitario | Menos detectable                                    | [ 58 ]              |
| Sudáfrica      | Sudáfrica                    | Febrero de 2022      | VOC                        | BA.5 / B.1.1.529.5         | Variantes bestia         | B.1.1.529 | L452R, F486V                                              | Incremento de la transmisibilidad                                | Sin evidencia contundente  | Incremento del escape inmunitario | Superior propensión a mutaciones y menos detectable | [ 58 ]              |

## Mutaciones notables

### D614G
D614G es una mutación con cambio de sentido que afecta la proteína de la espícula del SARS-CoV-2, detectada en Malasia. La frecuencia de esta mutación en la población viral ha aumentado durante la pandemia. La G (glicina) ha reemplazado al D (ácido aspártico) en muchos países, especialmente en Europa, aunque más lentamente en China y el resto de Asia oriental, lo que respalda la hipótesis de que G aumenta la tasa de transmisión, lo que es consistente con títulos virales e infectividad más altos in vitro. En julio de 2020, se informó que la variante SARS-CoV-2 DG14G se había convertido en la forma dominante (y por ende, más infecciosa) en ese momento de la pandemia. La agencia de Salud Pública de Inglaterra confirmó que la mutación D614G tenía un "efecto moderado sobre la transmisibilidad" y se estaba rastreando internacionalmente.
La prevalencia global de D614G se correlaciona con la prevalencia de pérdida del olfato (anosmia) como síntoma de COVID-19, posiblemente mediada por una mayor unión de la variante G al receptor ACE2 o una mayor estabilidad proteica y, por tanto, una mayor infectividad del epitelio olfativo.
Las variantes que contienen la mutación G se consideran parte del clado G por GISAID y parte del clado B.1 por la herramienta Phylogenetic Assignment of Named Global Outbreak LINeages (PANGOLIN).

### E484K
Se ha informado que E484K es una "mutación de escape" (es decir, una mutación que mejora la capacidad de un virus para evadir el sistema inmunológico del huésped ) de al menos una forma de anticuerpo monoclonal contra SARS-CoV-2, lo que indica que puede haber un "posible cambio en la antigenicidad". B.1.1.248 (Brasil/Japón) y 501.V2 (Sudáfrica) exhiben esta mutación. El nombre de la mutación, E484K, se refiere a un intercambio mediante el cual el ácido glutámico (E) se reemplaza por lisina (K) en la posición 484.

### N501Y
N501Y denota un cambio de asparagina (N) a tirosina (Y) en la posición del aminoácido 501, la agencia de Salud Pública de Inglaterra asume que ello aumenta la afinidad de unión debido a su posición en el dominio de unión al receptor de la glicoproteína espicular, que se une a la ACE2 en las células humanas; los datos también apoyan la hipótesis de una mayor afinidad de unión a partir de este cambio. Las variantes con N501Y incluyen a B.1.1.248 (Brasil/Japón), Variante de Preocupación 202012/01 (Reino Unido), 501.V2 (Sudáfrica) y una variante de Columbus, Ohio, que se convirtió en la forma dominante del virus en Columbus a finales de diciembre de 2020 y en enero de 2021. Esta última se denominó COH.20G/501Y y parece haber evolucionado independientemente de otras variantes.

### S477G/N
Una región altamente flexible en el dominio de unión al receptor (RBD) del SARS-CoV-2, comenzando desde el residuo 475 y continuando hasta el residuo 485, se identificó utilizando métodos bioinformáticos y estadísticos en varios estudios. La Universidad de Graz  y la empresa de biotecnología Innophore  han demostrado en una publicación reciente que, estructuralmente, la posición S477 muestra la mayor flexibilidad entre ellas. [
Al mismo tiempo, S477 es hasta ahora el residuo de aminoácido intercambiado con mayor frecuencia en los RBD de mutantes de SARS-CoV-2. Mediante el uso de simulaciones de dinámica molecular de RBD durante el proceso de unión a ACE2, se ha demostrado que tanto S477G como S477N fortalecen la unión del pico de SARS-CoV-2 con el receptor ACE2. El desarrollador de vacunas BioNTech  hizo referencia a este intercambio de aminoácidos como relevante con respecto al diseño futuro de la vacuna en una preimpresión publicada en febrero de 2021.

### P681H
En enero de 2021, los científicos informaron en una preimpresión que la mutación 'P681H', un rasgo característico de las nuevas variantes significativas del SARS-CoV-2 detectadas en el Reino Unido (B.1.1.7) y Nigeria (B.1.1.207), muestra un aumento exponencial significativo en la frecuencia mundial, similar al 'D614G' que ahora prevalece en todo el mundo.

## Estadísticas

### Por variante o subvariante (actualizado a abril de 2022)
| #  | Denominación         | Categoría máxima alcanzada | Muestra más temprana | Casos confirmados | Casos diarios         |
| -- | -------------------- | -------------------------- | -------------------- | ----------------- | --------------------- |
| 1  | Ómicron              | VOC                        | Noviembre 2021       | 5 230 564         | 100 secuencias        |
| 2  | Delta                | VOC                        | Octubre 2020         | 2 235 532         | 33,078,890 secuencias |
| 3  | Alfa                 | VOC                        | Octubre 2020         | 1 125 169         | 1,405 secuencias      |
| 4  | Subvariantes ómicron | VOC                        | Diciembre 2021       | 274 069           | 0 secuencias          |
| 5  | Gamma                | VOC                        | Enero 2021           | 110 285           | 2,846 secuencias      |
| 6  | Épsilon              | VUM                        | Marzo 2020           | 60 789            | 34 secuencias         |
| 7  | Iota                 | VUM                        | Noviembre 2020       | 42 298            | 1 secuencia           |
| 8  | Beta                 | VOC                        | Diciembre 2020       | 40 866            | 17 secuencias         |
| 9  | Subvariantes delta   | VOI                        | Enero 2021           | 29 848            | 306 secuencias        |
| 10 | Mu                   | VOI                        | Enero 2021           | 13 101            | 39 secuencias         |
| 11 | Lambda               | VOI                        | Diciembre 2020       | 8 796             | 0 secuencias          |
| 12 | Eta                  | VUM                        | Diciembre 2020       | 8 607             | 21 secuencias         |
| 13 | Kappa                | VUM                        | Octubre 2020         | 7 686             | 13 secuencias         |
| 14 | Zeta                 | VUM                        | Abril 2020           | 5 250             | 56 secuencias         |
| 15 | Theta                | VUM                        | Enero 2021           | 619               | 0 secuencias          |
| 16 | Cluster              | †                          | Noviembre 2020       | 214               | 0 secuencias          |